# Opvoedingsgesticht

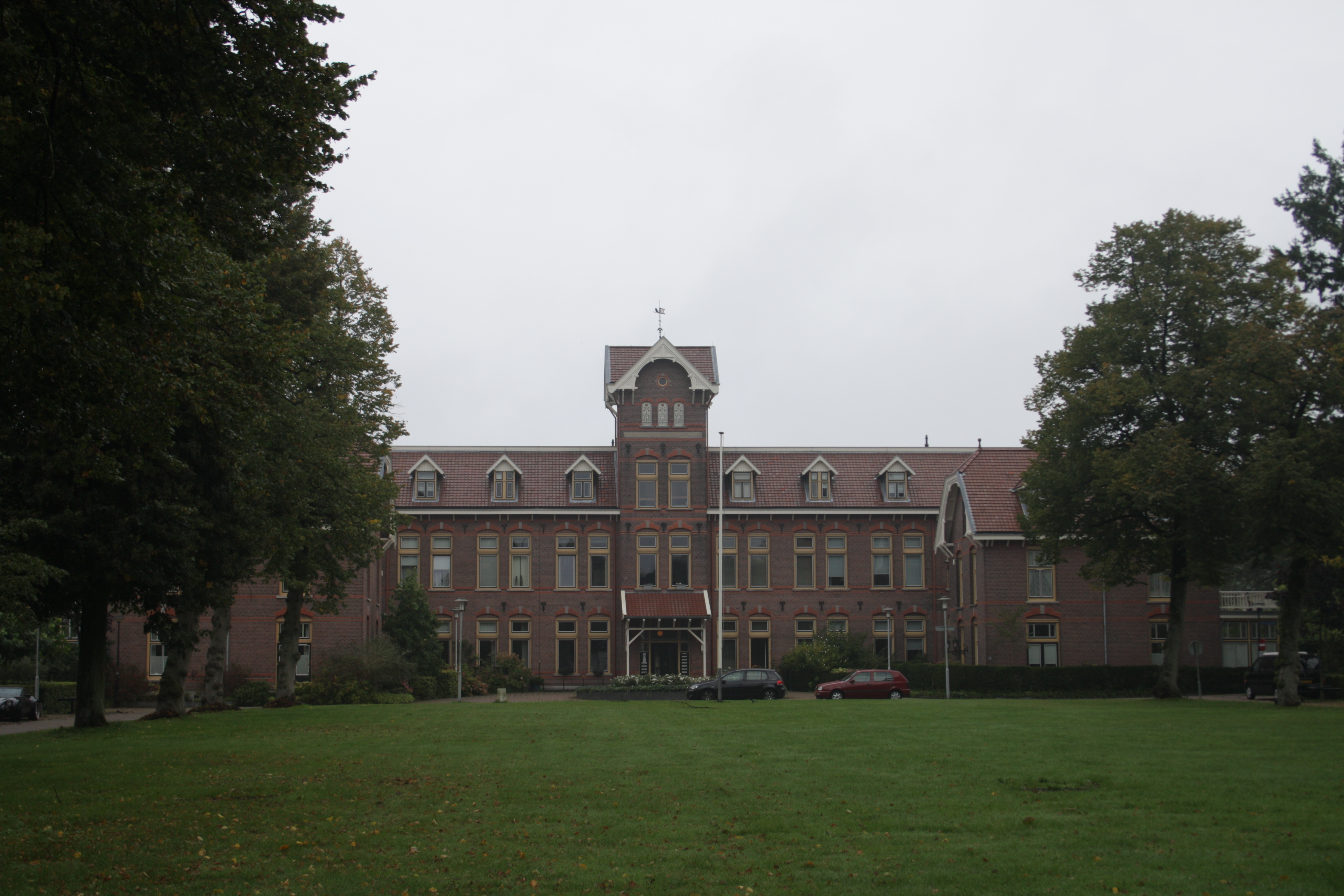
Het voormalig Rijksopvoedingsgesticht in Amersfoort

Een opvoedingsgesticht was een instelling voor de opvang en begeleiding van arme, verwaarloosde of ouderloze kinderen, dan wel voor arme en of dakloze volwassenen.
De geschiedenis van de Nederlandse opvoedingsgestichten gaat terug tot de armenzorg in de Middeleeuwen. Het initiatief tot de instelling werd meestal genomen door de kerken of kloosters, maar ook door de stedelijke overheid als middel om de overlast van daklozen tegen te gaan.
Er ontstonden afzonderlijke katholieke en protestantse opvoedingsgestichten voor jongens, meisjes en volwassenen. Er waren er honderden. Met de invoering van de kinderwetten in december 1905 ontstonden daarbij ook rijksopvoedingsgestichten.
Opvoedingsgestichten waren niet in eerste instantie bedoeld voor kinderen die een delict hadden begaan en daarvoor bestraft moesten worden. Daarvoor was het zogenoemde rasphuis of tuchthuis. Een tussenvorm waren de in de 19e eeuw ingestelde  Huizen van Verbetering en Opvoeding. Die waren bedoeld voor jongens onder de zestien jaar die te jong werden geacht voor gevangenisstraf, maar wel in een speciaal verbeterhuis moesten worden opgevoed. Ze werden daar dan langere tijd geplaatst, meestal tot het twintigste levensjaar.